# Crematogaster retifera
Crematogaster retifera är en myrart som beskrevs av Santschi 1926. Crematogaster retifera ingår i släktet Crematogaster och familjen myror. Inga underarter finns listade i Catalogue of Life.